# 8-Oksoguanina
8-Oksoguanina – organiczny związek chemiczny z grupy puryn, utleniona pochodna guaniny. W organizmach żywych powstaje w reakcji guaniny (wchodzącej w skład kwasu deoksyrybonukleinowego) z reaktywnymi formami tlenu lub reaktywnymi formami azotu.
Podczas replikacji DNA związek ten ma tendencję do tworzenia pary z adeniną (zamiast, jak w przypadku niezmodyfikowanej guaniny, z cytozyną), co prowadzi do powstania mutacji punktowej. 8-Oksoguanina usuwana jest z DNA w procesie naprawy z udziałem enzymu OGG1 (glikozylazy 8-oksoguaniny). DNA komórek ssaków zawiera w warunkach normalnego metabolizmu 5–20 nukleotydów z 8-oksoguaniną na milion (106) nukleotydów z niezmodyfikowaną guaniną.